# Fall Otto
Fall Otto was de codenaam voor een mogelijke gewapende Duitse interventie van Oostenrijk in 1938. 

## Geschiedenis
Adolf Hitler wilde in maart 1938 Oostenrijk bij het Duitse Rijk voegen. Hij was echter bang dat, voordat hij Oostenrijk kon bezetten, de monarchie in het land werd hersteld, waardoor de aansluiting niet doorging. Hitler gaf het bevel dat indien dit gebeurde, de Duitsers een gewapende actie tegen Oostenrijk moesten ondernemen. Het zou een mars in de richting van Wenen houden en gebruikmaken van de binnenlandse politieke verdeeldheid. De koning zou dan direct weer van de troon worden gestoten.
Fall Otto was tevens de oorspronkelijke codenaam voor de Duitse inval in Rusland, aangehaald in het dagboek van generaal Franz Halder, een van de ontwerpers van de inval.